# Abom
L'abom est une langue papoue parlée dans la province ouest en Papouasie-Nouvelle-Guinée.

## Sociolinguistique
L'abom n'a été découvert qu'en 2002. Les Abom ont quitté leur village pour s'installer à Tewara et Lewada où l'on parle makayam, et à Mutam, de langue wipi, où ils ont adopté les langues de ces villages. L'abom n'est plus connu que des plus âgés et est une langue en danger.  

## Classification
L'abom est une des langues tirio.

## Sources
- (en) Ian Tupper, 2007, Endangered languages listing: Abom, Ukarumpa, SIL Pacific.